# 3世紀

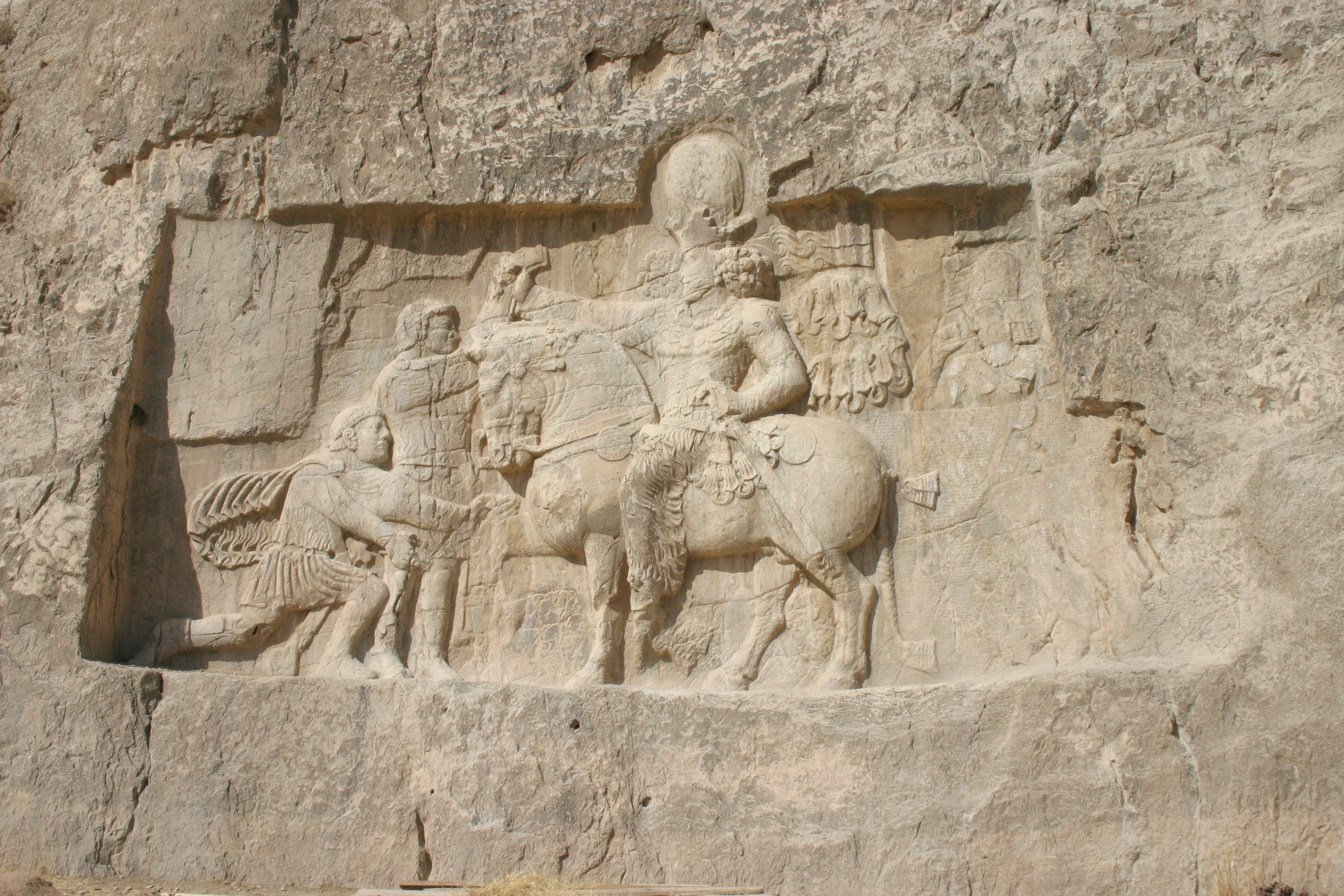
エデッサの戦い。新興勢力のサーサーン朝ペルシアがローマ帝国に勝利した。画像はナクシュ・イ・ルスタムの磨崖像で、平伏するローマ皇帝ウァレリアヌスと騎乗のサーサーン朝皇帝シャープール1世が浮き彫りにされている。

軍人皇帝時代。ローマ帝国全体の政情が不安定となり、半世紀に20人余の皇帝が乱立される混乱期を迎え外敵の侵攻も勢いを増した。画像は「グランデ・ルドヴィシの石棺（ローマ国立博物館アルテンプス宮蔵）」でローマ人とゲルマン人の闘いが彫刻されている。被葬者は軍人皇帝デキウスの息子とされている。

3世紀（さんせいき）は、西暦201年から西暦300年までの100年間を指す世紀。

## できごと

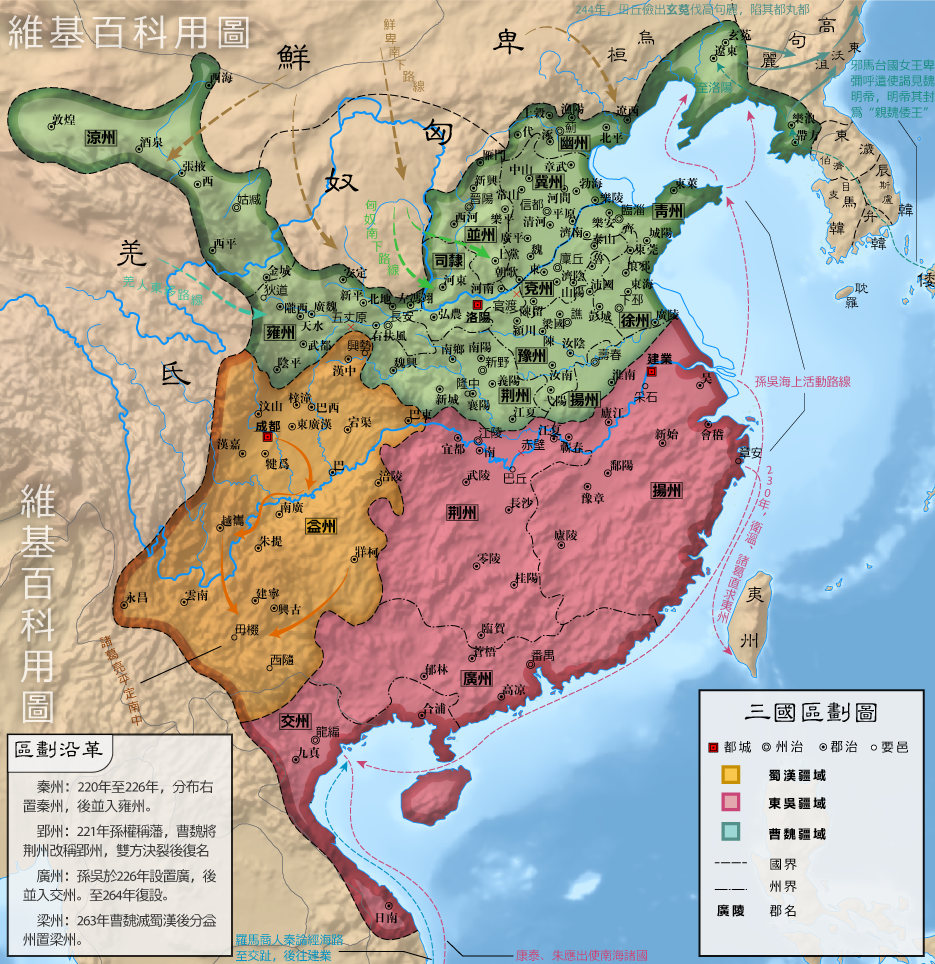
三国時代。後漢の滅亡とともに各地で群雄が相争う時代に突入した。今日でも人気の高い小説『三国志演義』の舞台として有名である。

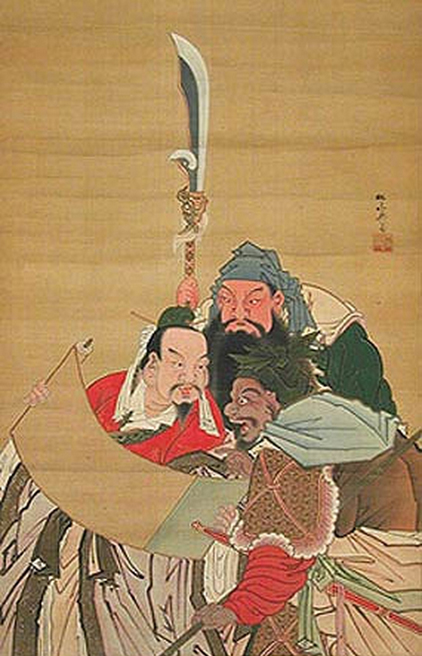
蜀の劉備とその義兄弟。漢王室の末裔とされる劉備とその同志たちは三国時代の群雄のうちでも知名度が高い。画像は一堂に会した劉備・関羽・張飛を描いた18世紀の画家桜井雪館の絵画（シカゴのフィールド自然史博物館蔵）。

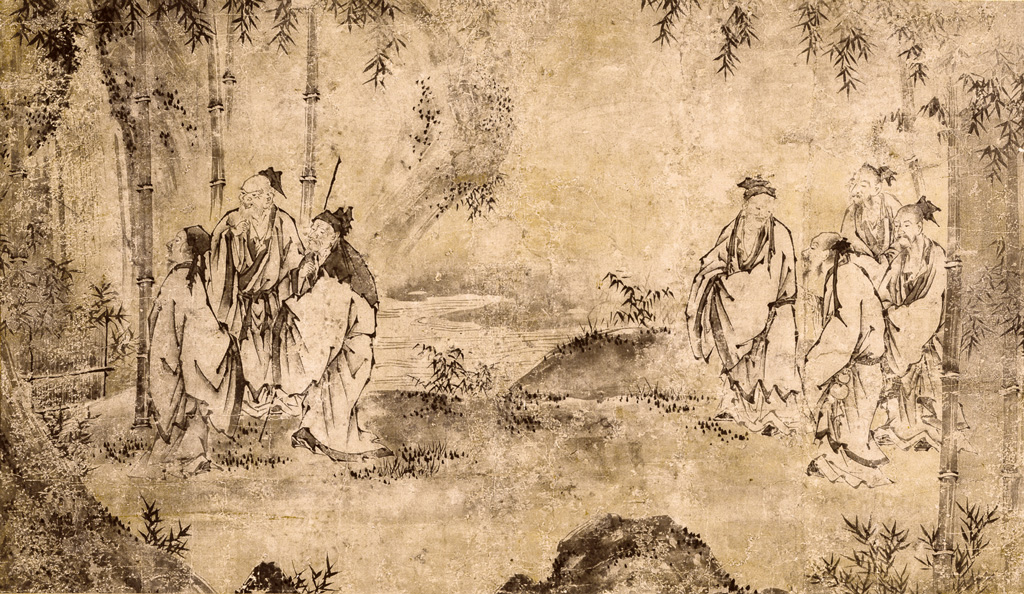
竹林の七賢。魏から晋にかけての政治的な混乱から遠ざかり清談をした人々で後世の中国の知識人のモデルともなった。画像は室町時代の日本の絵画。

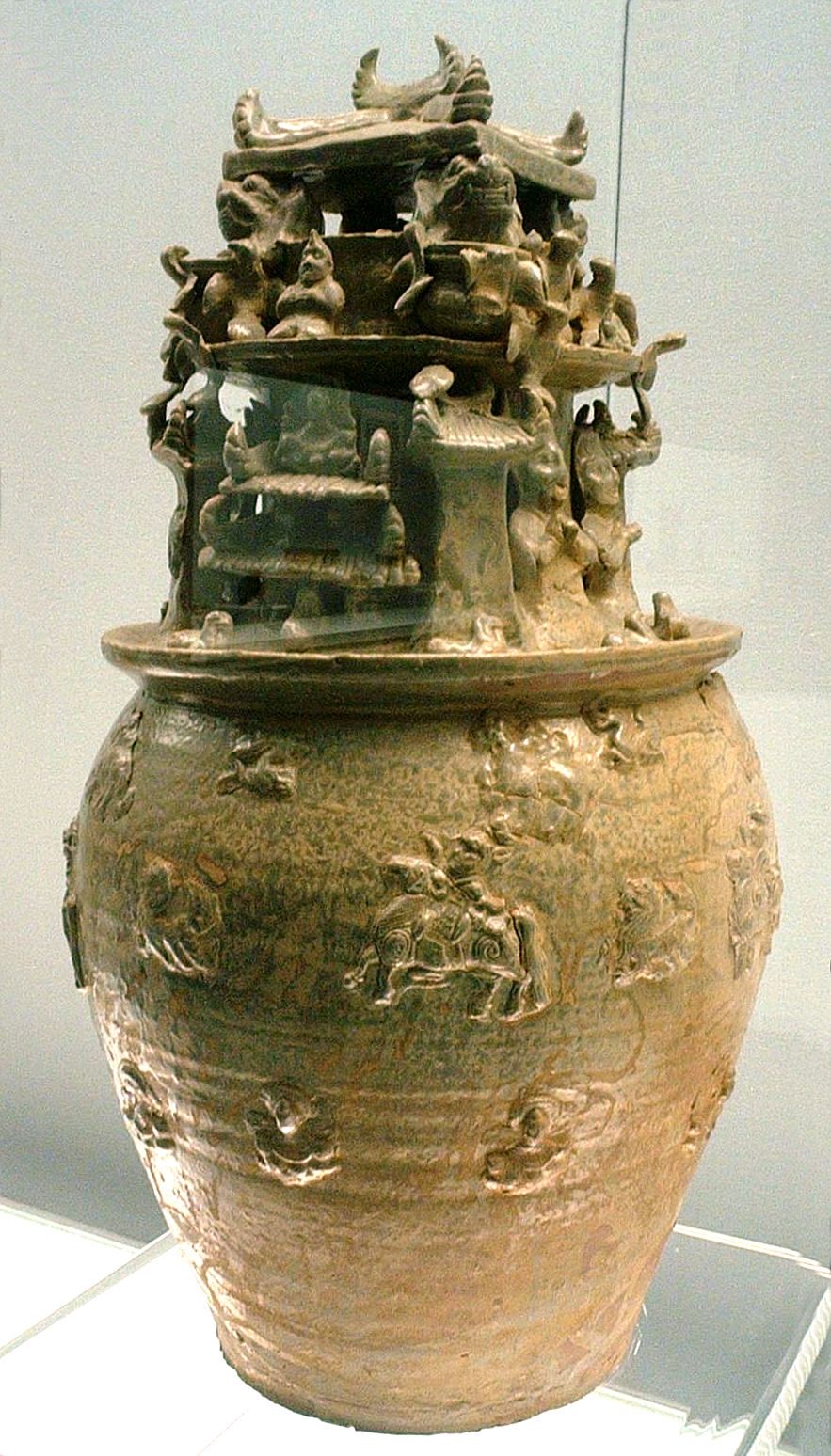
古越州青磁の展開。三国時代から西晋にかけて複雑な意匠を伴う明器としての青磁が江南各地（浙江省・江蘇省）で製造された。画像は上海博物館所蔵の青磁神亭壺（穀倉罐）で壺の上部にある楼閣や人物像に特色がある。

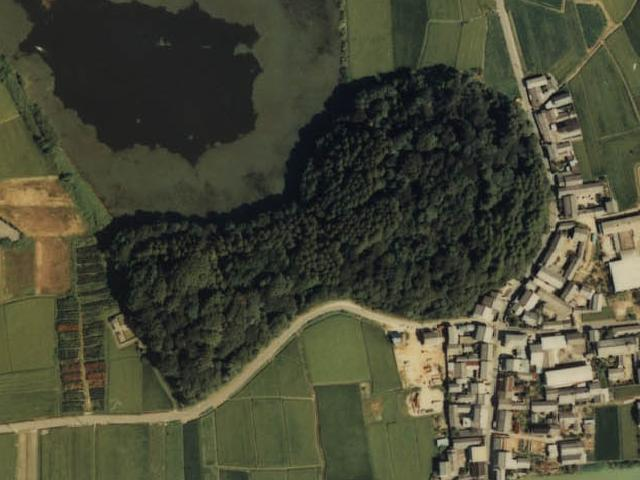
箸墓古墳。日本最古級の古墳で倭迹迹日百襲姫命の墓との伝承がある。また邪馬台国畿内説では卑弥呼の墓に比定する考えもある。2013年に国の史跡に認定された纏向遺跡の範囲に含まれることから近年俄然注目を集めている。

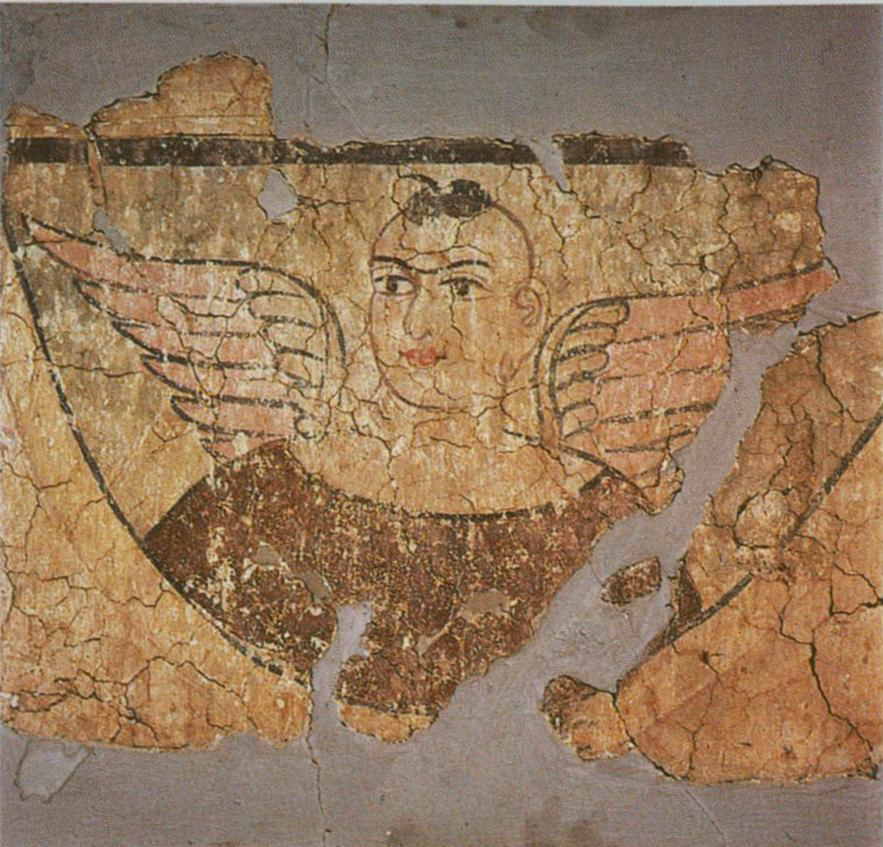
ミーラン遺跡。タクラマカン砂漠の南方に位置し、西域南道のオアシス都市として各地の文化が混交した。画像はミーランの仏教寺院遺跡にあった「有翼天使」の壁画でローマ的な顔立ちが特徴的である。

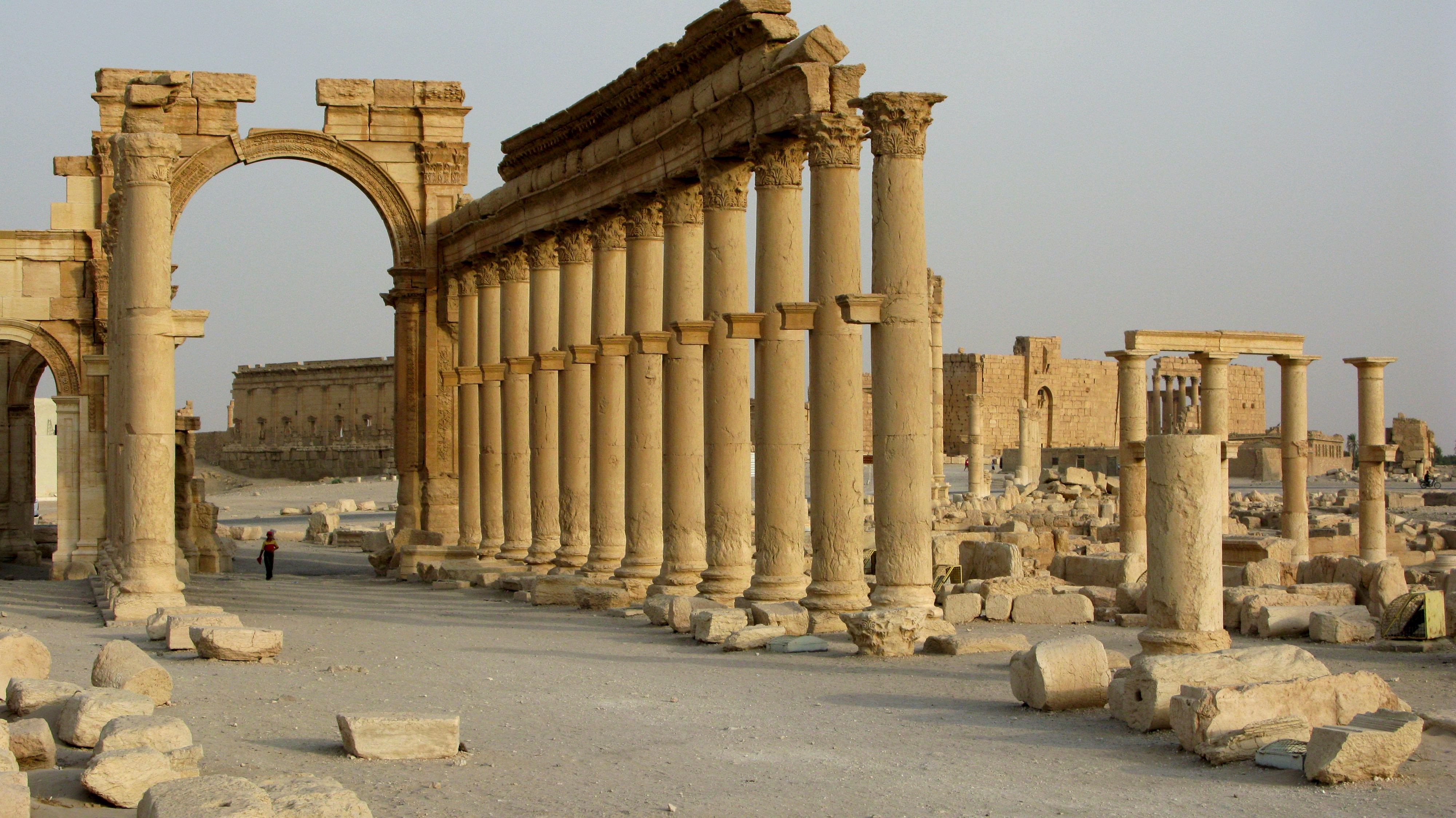
パルミラ遺跡の列柱道路。パルミラ女王ゼノビアはローマの混乱に乗じて自立したが、アウレリアヌス帝によって滅ぼされた。

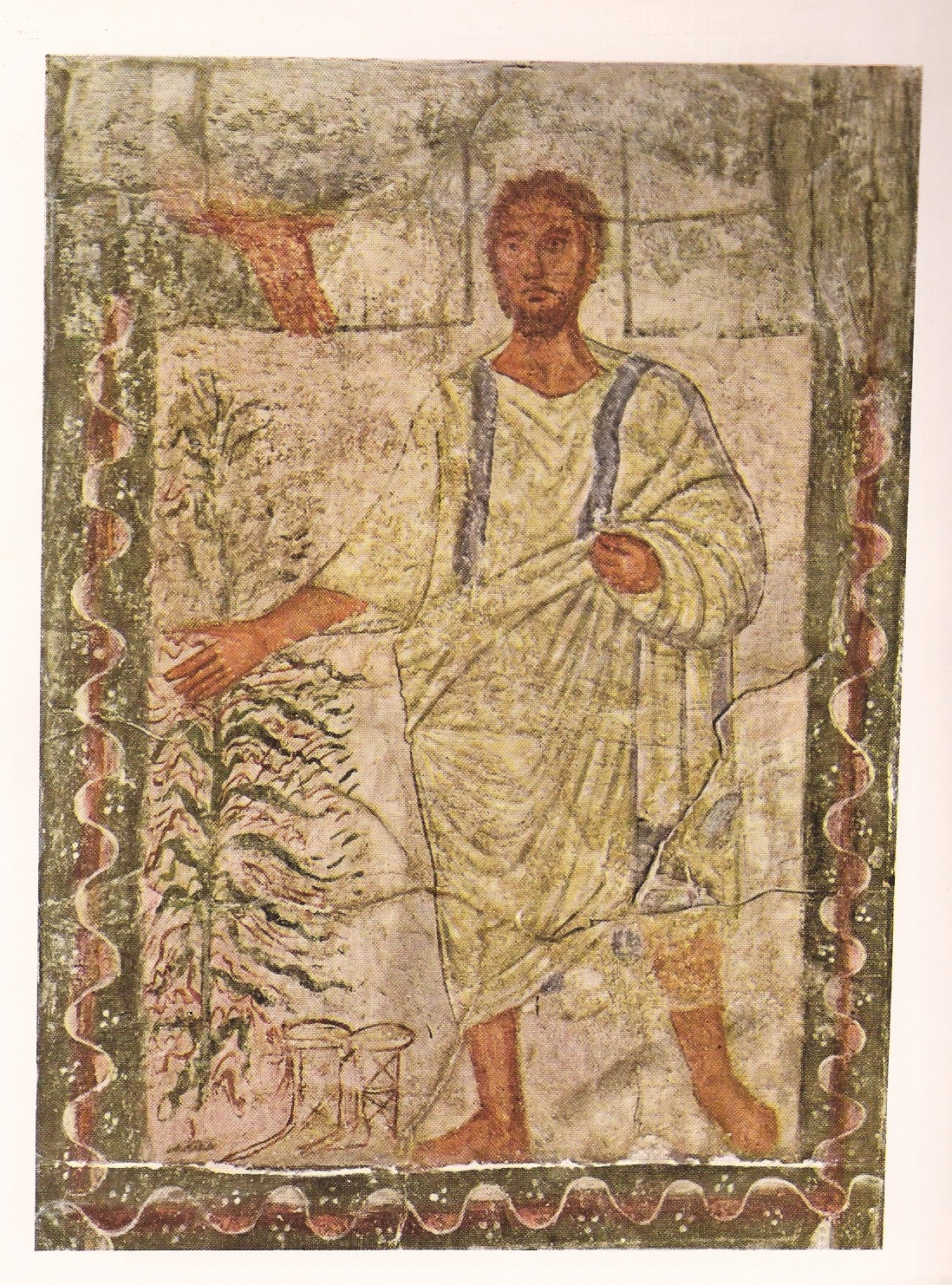
ドゥラ・エウロポス遺跡。ローマ帝国東端の要塞都市で257年にサーサーン朝に占領され廃墟となった。画像はこの地にあったユダヤ教のシナゴーグの壁画「モーセと燃える柴」。

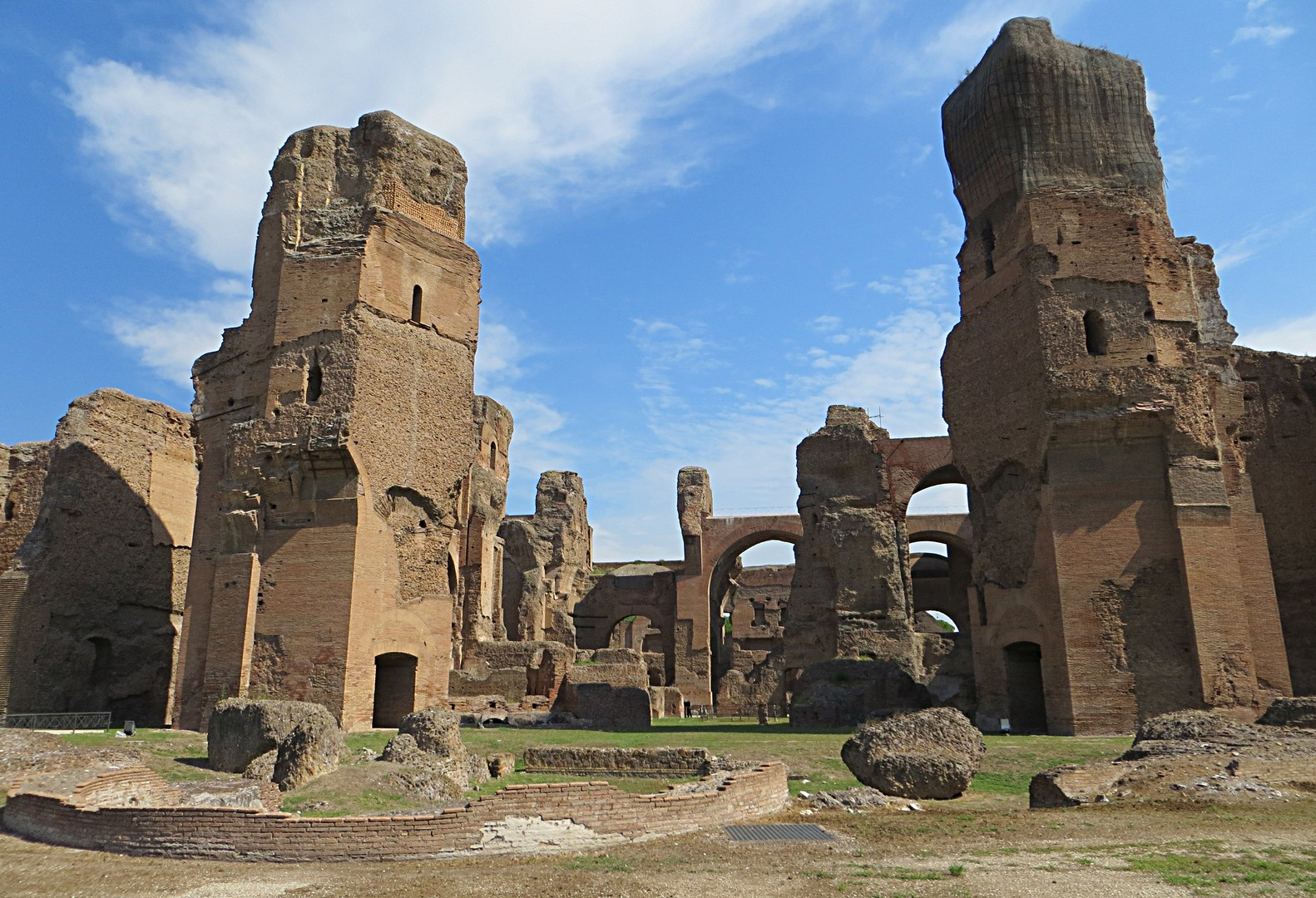
カラカラ浴場。ローマ市民にとって公衆浴場とは、温浴やサウナを提供するばかりでなく、娯楽施設として生活に憩いをもたらすものでもあった。歴代のローマ皇帝は自らの名を冠した浴場を新設することで人々の支持を得ていた。

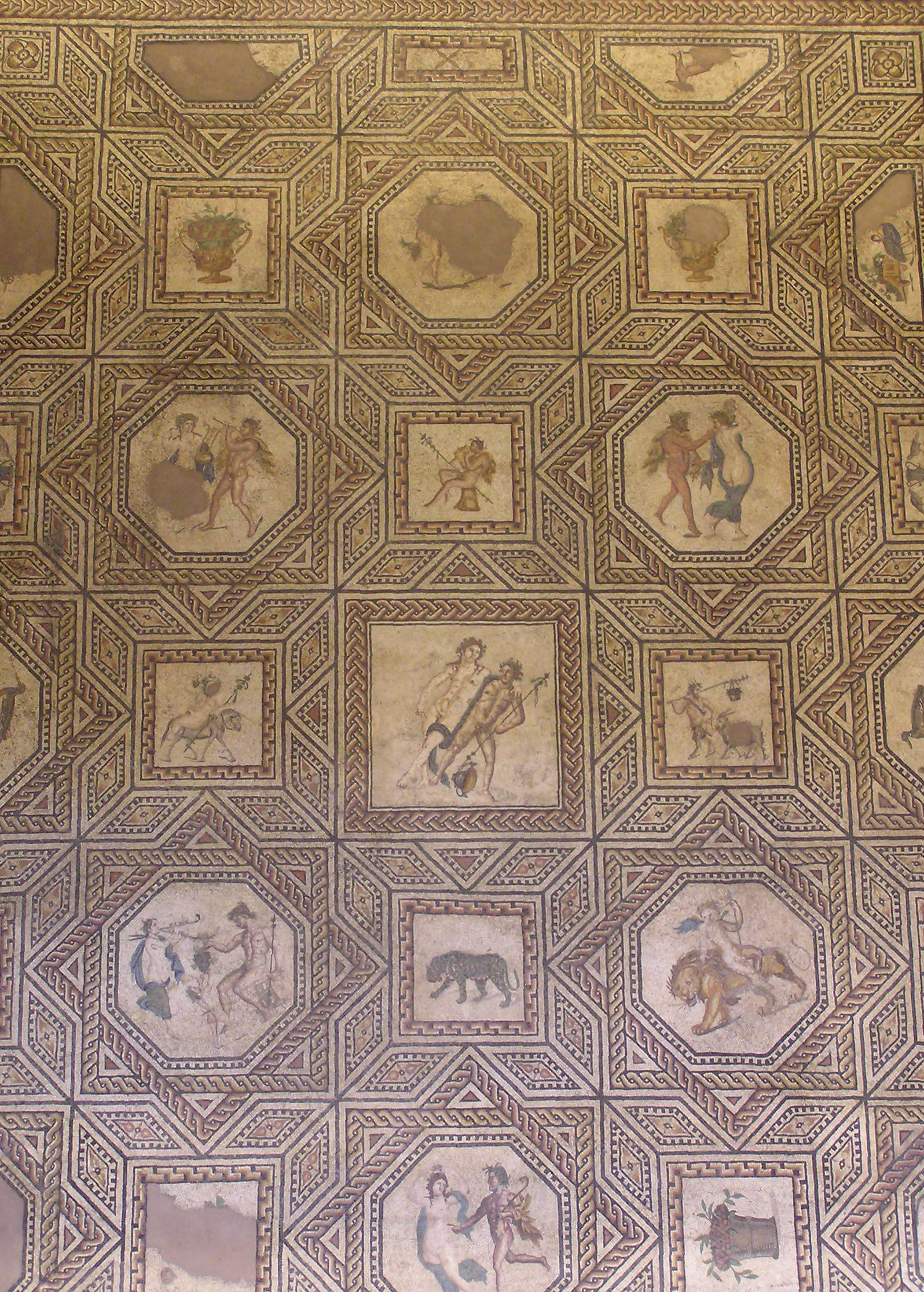
コロニア・アグリッピネンシス（ケルン）。ローマ帝国内での属州各地の地位の上昇とともにガリアでも独立政権が生まれ（ガリア帝国）、この地がその首都となった。画像は220-230年代に作られた「ディオニソスのモザイク」で、ケルンのローマ・ゲルマン博物館に所蔵されている。

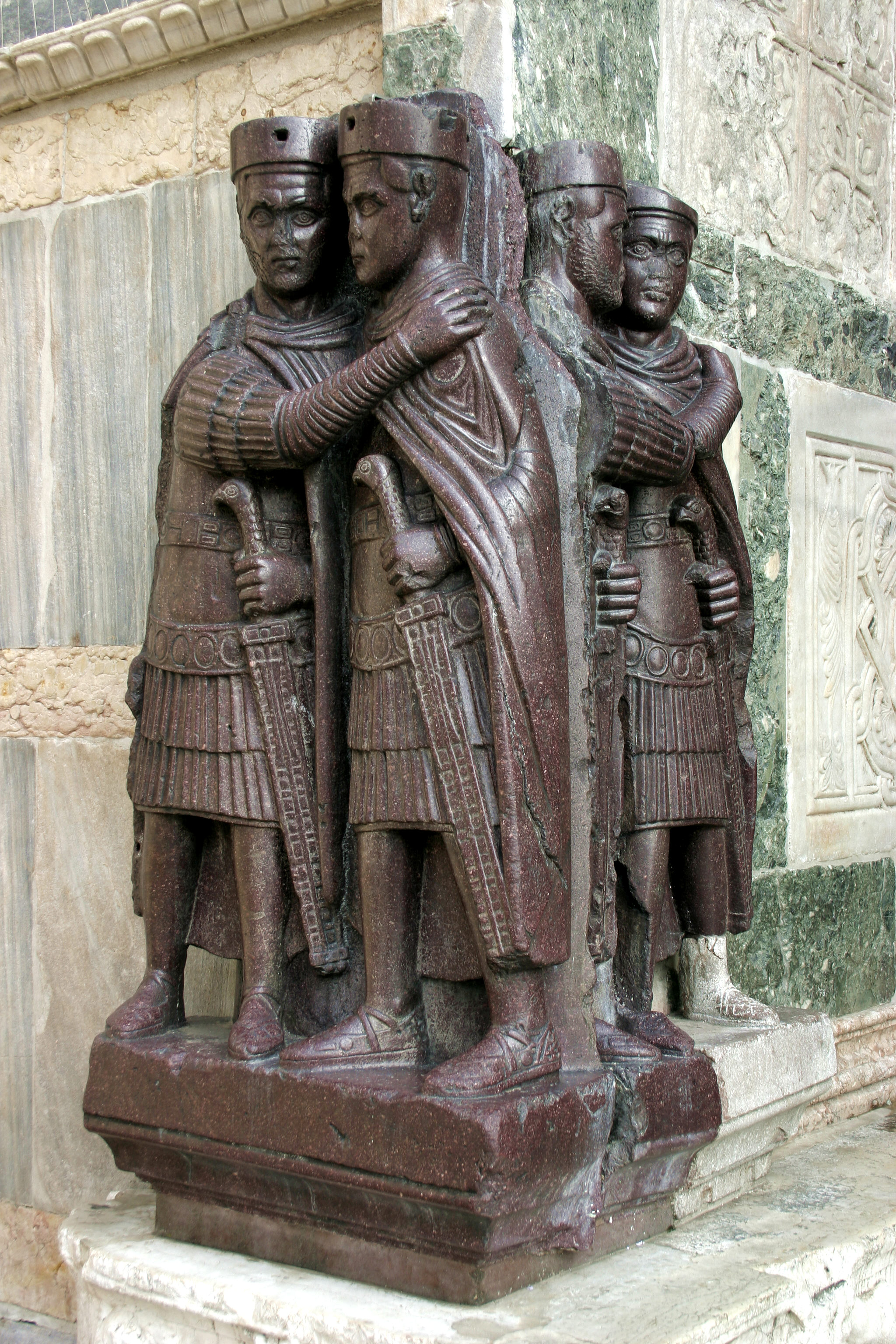
ヴェネツィアにあるテトラルキア（四分割統治）の像。ディオクレティアヌスによりローマ帝国は正帝2人と副帝2人の計4人で統治されることになった。

- 日本では弥生時代末期から古墳時代初期にあたる。
- 樺太南西端と北海道北端でオホーツク文化（初期）が成立する。
- ローマ帝国では軍人皇帝時代が始まる。またこの時代の帝国内外の社会的・経済的変動を含めて「3世紀の危機」とも呼ぶ。

### 200年代
- 203年
  - セプティミウス・セウェルス帝がガラマンテス族（英語版）を破り属州アフリカの「リメス・トリポリタヌス（英語版）」を拡大する。
  - カルタゴにてペルペトゥアとフェリキタス（英語版）が殉教する。
  - フォロ・ロマーノのセプティミウス・セウェルスの凱旋門が建設される。
- 204年 
  - 遼東の公孫康が楽浪郡の南に帯方郡を設置。
  - 曹操が鄴を占領し、この地を根拠地とする。
- 207年
  - 白狼山の戦いで、曹操が烏桓を破り、烏桓は弱体化。
- 208年 
  - 曹操が三公制を廃止して丞相と御史大夫を置き、自ら後漢の丞相となる。
  - 赤壁の戦いで、劉備・孫権連合軍が曹操を破り、中国は三分の形勢となる。

### 210年代
- 211年 - ローマ皇帝セプティミウス・セウェルスが属州ブリタニアのエボラクム（現ヨーク）で死去。
  - 後継のカラカラ帝が共同皇帝であった弟のゲタを粛清する。
- 212年 - カラカラ帝がローマ帝国の全自由民にローマ市民権を与える（アントニヌス勅令）。
- 214年 - ローマ帝国がオスロエネ王国を滅ぼし、属州オスロエネ（英語版）を設置する。
- 215年
  - カラカラ帝によるアレクサンドリア市民虐殺。
  - 陽平関の戦いで曹操が漢中の五斗米道教団に勝利。合肥の戦いで曹操が孫権に勝利。
- 216年 - ローマ市内のカラカラ浴場が完成する。
- 217年 - パルティア遠征中のカラカラ帝がカルラエ（ハッラーン）近郊で暗殺され、マクリヌスがローマ皇帝になる。
- 218年 - アンティオキアの戦いでマクリヌス帝が敗北。
  - セウェルス家の巻き返しでエメサの神官ヘリオガバルスがローマ皇帝になる。
  - ヘリオガバルスはシリア・エメサの太陽神をローマのエラガバリウム神殿の主神として招来し黒石バエティルスを配置。
- 219年 - 樊城の戦いで、曹操・孫権連合軍が勝利し、敗北した劉備軍の関羽が処刑される。

### 220年代
- 220年 - 丞相で魏王の曹操が死去。河南省安陽市の西高穴2号墓がその墓とされる。
  - 後漢の献帝が禅譲し、曹操の子曹丕が皇帝となり魏を建てる（漢魏革命 - 265年）。
  - 魏で陳羣の献策による九品官人法が導入される。
- 220年頃
  - ゴート族が東西に分裂。
  - 南インドのサータヴァーハナ朝が滅亡。
- 221年 - 劉備が蜀（蜀漢）を建てる（- 263年）。劉備による孫権への東征の途上で張飛が横死する。
- 222年
  - 孫権が夷陵の戦いで蜀に勝利し、自立して呉を建てる（- 280年）。三国時代が始まる。
  - ローマ皇帝ヘリオガバルスが暗殺され、従兄弟のアレクサンデル・セウェルスが皇帝となる。
- 224年 - ホルミズド平原の戦いでペルシアのアルダシール1世がパルティアのアルタバノスに勝利。
- 226年 - ペルシアのアルダシール1世が「エーラーンの諸王の王（シャーハーン・シャー）」の称号を名乗る（サーサーン朝ペルシアの成立）。
- 227年 - 蜀の諸葛亮が「出師の表」を奉り、北伐に出陣。
- 228年 - アレクサンデル帝の近衛長官で法学者でもあったドミティウス・ウルピアヌスが近衛軍団の反乱で暗殺される。
- 229年 - 大月氏王波調（クシャーナ朝の王ヴァースデーヴァ（英語版））の使者が魏の明帝を訪れる。
  - 波調は「親魏大月氏王」に任じられる。
- 229年頃 - 呉の孫権のもと交州刺史呂岱により朱応が扶南に派遣される（『扶南異物志』）。

### 230年代
- 230年 - ゾロアスター教がサーサーン朝の国教となる。
- 234年 - 五丈原の戦いで蜀の諸葛亮と魏の司馬懿が交戦。途上で諸葛亮が陣没し司馬懿は軍を退却させる。
- 235年 - アレクサンデル・セウェルスがマインツ（モゴンティアークム）で暗殺されセウェルス朝が断絶。
  - マクシミヌス・トラクスがローマ皇帝となり、軍人皇帝時代始まる（ - 284年）。
  - マクシミヌス・トラクスのキリスト教徒迫害で、ローマ司教ポンティアヌスとその対立者ヒッポリュトスがともに殉教する。
- 238年
  - 遼隧の戦いで遼東の公孫淵が魏の司馬懿に滅ぼされる。
  - 内戦からローマで六皇帝が乱立（六皇帝の年）。
    - この内戦を鎮圧したゴルディアヌス3世帝が即位し政局は一時的な安定を取り戻す。

  - チュニジアのエル・ジェムの円形競技場が建設される。
- 239年
  - 倭の女王卑弥呼が帯方郡に使者を送り、魏の明帝への奉献を願う。
    - 帯方郡の太守である劉夏は使者を魏の洛陽へ送る。
    - 明帝は詔して、卑弥呼を「親魏倭王」とし、金印紫綬・銅鏡100枚を授ける（魏の景初三年『三国志』魏書・東夷伝）。

### 240年代
- 243年 - 倭王が魏に使者を送り、生ロ・倭錦などを献じる（魏の正始4年、『三国志』魏書・小帝紀、同東夷伝）。
- 244年
  - ミシケの戦いで、サーサーン朝のシャープール1世がローマ皇帝ゴルディアヌス3世を敗死させる。
  - 魏の毌丘倹が高句麗に遠征し丸都城を蹂躙する。
- 245年 - 魏の少帝、倭の大夫に黄幢を授け、帯方郡を通じて伝授させることとする（魏の正始六年、『三国志』魏書・東夷伝）。
- 247年
  - 倭の女王卑弥呼、倭の使者を帯方郡に遣わし、狗奴国との交戦を告げる。魏は、使者を倭に派遣し、詔書・黄幢を倭の大夫に与え、檄をつくって告喩する（魏の正始八年、『三国志』魏書・東夷伝）。
  - 康居出身の康僧会が呉の建業に入り、孫権の支持を得て江南地方で最初の仏教寺院の建初寺を建立する。
- 248年 
  - ローマ皇帝ピリップス・アラブスによるローマ建国一千年祭が行われる。
  - 呉の支配に対しベトナムで趙氏貞（趙嫗）の反乱が起こるが鎮圧される。
- 248年頃 - この頃、女王卑弥呼死す。その後、卑弥呼の宗女・壱与（または台与）が女王となる。
- 249年 
  - 魏の司馬懿がクーデターを起こし、曹爽・何晏らを誅殺（高平陵の変または正始の政変）。
  - べロエアの戦いで、ピリップス・アラブスが戦死し、パンノニア総督デキウスが皇帝となる

### 250年代
- 250年 
  - ローマ皇帝デキウスのキリスト教徒迫害。
    - ローマ司教ファビアヌスが殉教、後継者をめぐってノウァティアヌス派が分離する。アレクサンドリア学派（英語版）のオリゲネスが投獄される。

  - ローマ帝国で「キプリアヌスの疫病（英語版）」。
  - 二宮事件で、呉の太子孫和が廃され、魯王孫覇が自殺を命じられる。
- 250年頃
  - サーサーン朝のシャープール1世がインドのクシャーナ朝を破る。
- 251年 
  - アブリットゥスの戦いで、ローマ皇帝デキウスがゴート軍に殺害される。
  - 王淩の乱(寿春三叛の一つ)。
- 255年
  - 毌丘倹・文欽の乱(寿春三叛の一つ)。
- 257年
  - ローマ皇帝ウァレリアヌスのキリスト教徒迫害。
  - サーサーン朝がユーフラテス川南岸のローマ帝国の要塞都市ドゥラ・エウロポスを征服。
- 258年 
  - 諸葛誕の乱(寿春三叛の一つ)。
  - ローマ司教シクストゥス2世やカルタゴ司教キプリアヌスが殉教。

### 260年代
- 260年
  - シャープール1世がエデッサの戦いでローマ帝国のウァレリアヌス帝を虜囚とする。
  - ポストゥムスがガリアで皇帝を名乗って独立（ガリア帝国）。
  - 魏の皇帝曹髦がクーデタに失敗して殺害され、司馬昭が擁立した曹奐が皇帝（元帝）となる。
- 261年
  - ウァレリアヌス帝の共同皇帝だった息子のガッリエヌスが単独皇帝となり、キリスト教寛容令を発布。
  - 鮮卑索頭部の拓跋力微が魏に入貢する。
- 262年 - アナトリア半島西南部の大地震で、エフェソスが大破する。
- 263年 
  - 魏が蜀を滅ぼす（蜀漢の滅亡）。魏の司馬昭が晋公となる。
  - 魏の劉徽が『九章算術』の注釈本を著す。
- 263年 - 276年 - ローマ帝国の属州ガラエキア（現スペインのガリシア地方）のルーゴの城壁が築かれる。
- 264年 - 鍾会の乱。魏の司馬昭が晋王となる。
- 265年 - 魏の元帝の禅譲を受け、司馬炎が西晋の初代皇帝（武帝）となる（ - 316年）。
- 266年 - 倭の女王が晋に使節を派遣する（『日本書紀』の神功紀66条に引く晋起居注。『晋書』武帝紀、西晋の泰始二年）。
- 267年 - パルミラ王国の実権を女王ゼノビアが掌握する。
- 268年 - 西晋が泰始律令を公布する。これは体系的な統一法典としての最初の律令。
- 268年/269年 - ナイススの戦いでクラウディウス・ゴティクス帝がゴート人に勝利しバルカン半島を制圧。
- 269年 - ウァレンティアヌス（聖ヴァレンタイン）がクラウディウス・ゴティクス帝の迫害を受けて刑死。

### 270年代
- 270年 - パルミラのエジプト征服。
- 271年
  - サーサーン朝のシャープール1世がジュンディーシャープールに医学教育のための学院を設置。
  - ローマ皇帝アウレリアヌスが「アウレリアヌスの城壁」を建設（ - 275年）。
    - この時期までにローマ帝国はドナウ川以北を放棄し、属州ダキアをゴート人に譲渡する。
- 273年 - ローマ皇帝アウレリアヌスがパルミラ王国を征服。
- 274年 - ローマ皇帝アウレリアヌス帝がガリア帝国を征服し、ローマ帝国の再統一を達成。
  - アウレリアヌス帝は凱旋式で元老院から「帝国の再建者」の称号を授与される。
  - アウレリアヌス帝はローマに「不敗太陽神（ソル・インウィクトゥス）」の神殿を建立する。
- 275年 - サーサーン朝遠征途上のアウレリアヌス帝が暗殺される。
- 276年頃 - サーサーン朝のバハラーム2世の命で宗教家マニが捕縛され処刑されたか。

### 280年代
- 280年 - 西晋が呉を滅ぼし中国を統一する。
  - 晋の武帝が「戸調之式」を発布し占田・課田制を開始する。
- 281年 - 戦国時代の魏の襄王の陵墓が盗掘され、『汲冢書』と呼ばれる竹簡75篇が発見される。
  - これには『逸周書（汲冢周書）』『竹書紀年』『穆天子伝』が含まれる。
- 284年
  - ディオクレティアヌスがローマ皇帝に即位（ - 305年）。専制君主制（ドミナートゥス）を導入する。
  - ローマ帝国の属州ガリアでバガウダエ（英語版）の反乱が起こる。

### 290年代
- 291年 - 晋で八王の乱が起こる（- 306年）。
- 292年 - グアテマラのティカルの記念碑29号に暦日が記録される。この時期よりマヤ古典期が始まる。
- 293年
  - ディオクレティアヌスがローマ帝国のテトラルキア（四分割統治）を始める。
    - ローマ帝国には4つの道、その下の12の管区と、約100の属州が設置される。
    - 属州トラキアの都市アウグスタ（現在ブルガリアの都市ヒサリャ）がディオクレティアノポリス（英語版）に改名される。
- 297年 
  - ローマ帝国でディオクレティアヌスによりインディクティオ（15周年暦）が導入される。
  - ローマ帝国東方副帝ガレリウスがサーサーン朝のナルセ1世に勝利し、都クテシフォンを制圧する。

### 300年代
- 300年頃 - ローマ皇帝ディオクレティアヌスにより「カピタティオ・ユガティオ（土地税・人頭税）」の再編がなされる。
- 3世紀末
  - 日本で出現期古墳の成立。
    - 弥生時代以来の銅鐸・武器系祭器による祭祀が終わる。北部九州の甕棺墓も衰退する。
    - 西日本各地に、特殊な壺形土器、器台形土器を供献した墳丘墓（首長墓）が現れる。
    - 奈良県北部に纏向古墳群（代表は桜井市の箸墓古墳）、柳本古墳群(代表は天理市の黒塚古墳）が形成される。
    - 奈良県の桜井茶臼山古墳からは国内最多数の100枚を超える銅鏡が出土している。
    - その他に岡山県岡山市の浦間茶臼山古墳、京都府木津川市の椿井大塚山古墳が出現期古墳に当たる。

### 出土品の記録
- 238年 - 呉の「赤烏元年（238）」の紀年銘を持つ画面帯神獣鏡出土する（山梨県西八木郡鳥居原きつね塚古墳）。
- 239年 - 「景初三年」の紀年銘を持つ神獣鏡が、大阪府和泉市の和泉黄金塚古墳と島根県大原郡の神原古墳から出土している。
- 240年 - 「□始元年」の紀年銘を持つ三角縁神獣鏡が、出土する（群馬県高崎市の芝崎古墳と兵庫県豊岡市森尾古墳）。
- 244年 - 「□烏七年」の紀年銘を持つ画文帯神獣鏡が、兵庫県宝塚市の安倉古墳から出土している（呉の赤烏七年）。

- イラン西北部サンジャーン地方のチェル・アーバード塩山で発見された「ソルトマン（イラン国立考古学博物館蔵）」は3世紀頃に死亡した人間の遺体である。
- パキスタンのバクシャーリー村で発見された「バクシャーリー写本」は3世紀から4世紀のもので、樺の樹皮にサンスクリット語シャーラダー文字で算術と代数を記録している。平方根や方程式、そして等差数列まで扱われており、ゼロ記号の記載としては最も古いものである（オクスフォード大学図書館蔵）

## 文化
- 建安の七子 - 孔融・陳琳・徐幹・王粲・応瑒・劉楨・阮瑀
- 竹林の七賢 - 阮籍・嵆康・山濤・劉伶・阮咸・向秀・王戎

## 人物

### 地中海世界
- セプティミウス・セウェルス（146年 - 211年） - ローマ皇帝（在位193年 - 211年）・セウェルス朝の創始者
- カラカラ（188年 - 217年） - ローマ皇帝（在位209年 - 217年）・アントニヌス勅令を発布・カラカラ浴場を建設
- ヘリオガバルス（203年 - 222年） - ローマ皇帝（在位218年 - 222年）・シリアの太陽神信仰をローマに導入・虐殺される
- アレクサンデル・セウェルス（208年 - 235年） - ローマ皇帝（在位222年 - 235年）・セウェルス朝の最後・以後は軍人皇帝時代になる
- マクシミヌス・トラクス（173年頃 - 238年） - ローマ皇帝（最初の軍人皇帝）（在位235年 - 238年）・238年のローマ内戦を招来
- ピリップス・アラブス（204年頃 - 249年） - ローマ皇帝（軍人皇帝）（在位244年 - 249年）・ローマ建国一千年祭を挙行
- デキウス（201年 - 251年） - ローマ皇帝（軍人皇帝）（在位249年 - 251年）・キリスト教を迫害・アブリットゥスの戦いで戦死
- ウァレリアヌス（200年頃 - 260年以降） - ローマ皇帝（軍人皇帝）（在位253年 - 259年）・エデッサの戦いで捕虜となる
- ガッリエヌス（218年頃 - 268年） - ローマ皇帝（軍人皇帝）（在位253年 - 268年）・ガッリエヌス勅令で騎士身分を登用
- クラウディウス・ゴティクス（213年/214年 - 270年） - ローマ皇帝（軍人皇帝）（在位268年 - 270年）・ゴート人を制圧
- アウレリアヌス（214年 - 275年） - ローマ皇帝（軍人皇帝）（在位270年 - 275年）・ガリア帝国とパルミラ王国を滅ぼしローマを統一
- ポストゥムス（？ - 268年） - ガリア帝国の初代皇帝（在位260年 - 268年）・皇帝を僭称しローマ帝国からの独立を図る
- ゼノビア（240年頃 - 275年以降） - シリアのパルミラ王国の女王・ローマ帝国の東部属州に勢力拡大するが鎮圧される
- ディオクレティアヌス（244年 - 311年） - ローマ皇帝（在位284年 - 305年）・ドミナートゥスとテトラルキアを導入し帝国を再建する
- アフロディシアスのアレクサンドロス（200年頃活動） - アテナイで活躍した逍遥学派の哲学者・アリストテレス註解者・『運命について』他がある
- セレヌス・サンモニクス（？ - 212年） - ローマ皇帝カラカラやゲタの家庭教師・医師として『デ・メディキナ・プラエケプタ』を執筆するが死刑にされる
- アレクサンドリアのクレメンス（150年？ - 215年？） - キリスト教神学者・アレクサンドリア学派のギリシア教父・オリゲネスの師
- ディオ・カッシウス（155年/163年/164年 - 229年以降） - ローマ帝国の政治家・元老院議員・歴史家・『ローマ史』を執筆
- テルトゥリアヌス（160年？ - 220年？） - キリスト教神学者・最初期のラテン教父の一人・著作に『護教論』がある
- ヘロディアヌス（170年 - 240年） - ローマ帝国の官僚・歴史家としてセウェルス朝の記録である『ローマ人の歴史』を残す
- ドミティウス・ウルピアヌス（170年頃？ - 228年） - ローマ帝国の法学者・近衛長官・アレクサンデル・セウェルス帝の側近だが暗殺される
- ヒッポリュトス（170年頃？ - 235年） - 対立教皇（在位217年 - 235年）・神学者・教皇カリストゥス1世と対立・殉教し聖人とされる
- サベリウス（英語版）（3世紀初頭活躍） - キリスト教神学者・神の唯一性を三位格よりも優先する様態論（サベリウス主義）を唱える
- アンモニオス・サッカス（174年頃 - 242年頃） - 哲学者・「テオディダクトス」・エジプトで活躍し弟子にオリゲネスやプロティノスがいる
- アイリアノス（175年頃 - 235年頃） - 著述家・ギリシア語で書かれた逸話集『動物の特性について』や『ギリシア奇談集』が有名
- オリゲネス（182年？ - 251年） - キリスト教神学者・アレクサンドリア学派の代表・『ヘクサプラ』『ケルソス駁論（英語版）』の著者・没後の公会議で異端とされる
- アレクサンドリアのディオファントス（生没年不詳） - 数学者・ディオファントス方程式を含む『算術』を残し「代数学の父」と呼ばれる
- ディオゲネス・ラエルティオス（生没年不詳） - 哲学史家・『ギリシャ哲学者列伝』は古代ギリシア・ローマ哲学についての貴重な資料
- エメサのヘリオドロス（生没年不詳） - シリア出身のギリシア語著作家・恋愛小説『エチオピア物語』を執筆する
- パリのディオニュシウス(サン・ドニ)（？ - 250年/258年）・パリ初代司教・聖人・その殉教した場所が現在のモンマルトルとされる
- キプリアヌス （3世紀初頭 - 258年） - キリスト教神学者・カルタゴ司教・ウァレリアヌス帝時代に殉教・主著に『カトリック教会統一論』がある
- ローマのラウレンティウス（225年 - 258年） - ローマの助祭・殉教聖人・その名がついたローマのサン・ロレンツォ大聖堂でも有名
- サモサタのパウロス（英語版）（3世紀半ばに活躍） - キリスト教神学者・アンティオキア主教・キリスト養子論を唱え異端とされる
- ウァレンティヌス（？ - 269年） - ローマの司祭か？クラウディウス・ゴティクス帝時代に殉教・「バレンタインデー」の起源となる
- プロティノス（205年？ - 270年） - ネオプラトニズム（新プラトン主義）の創始者とされる哲学者・主著は『エンネアデス』
- テュロスのポルピュリオス（234年 - 305年） - ネオプラトニズムの哲学者・プロティノスの弟子・主著は『エイサゴーゲー』
- パノポリスのゾシモス（英語版）（3世紀 - 4世紀） - エジプトの 錬金術師・『真正なる覚え書き』などの著作の作者に帰せられている

### ペルシア
- アルダシール1世（？ - 241年？） - サーサーン朝ペルシア帝国の初代皇帝（在位226年 - 240年）・パルティアを滅ぼす
- シャープール1世（？ - 272年？） - サーサーン朝ペルシア帝国の皇帝（在位241年 - 272年）・エデッサの戦いでローマ軍を破る
- マニ（210年 - 276年） - サーサーン朝時代の宗教家・シャープール1世に重用されるが後に殉教死・著作『シャーブフラガーン』がある
- カルティール（3世紀） - サーサーン朝のゾロアスター教大神官長・歴代皇帝に仕え異教や異端を迫害・マニを刑死させる

### インド
- ナーガールジュナ（龍樹）（150年頃 - 250年頃） - インドの大乗仏教の僧侶・中観派の祖で『中論』を執筆
- ヴィシュヌ・シャルマー（3世紀前半） - インドの文人・サンスクリット語による児童向け説話集『パンチャタントラ』を編纂する
- ヴァースデーヴァ1世（3世紀前半） - クシャーナ朝の王・中国の魏に使節を送り「親魏大月氏王」の称号を得る

### 東アジア

#### 後漢
- 孔融（153年 - 208年） - 後漢末の文人・孔子の子孫・「建安の七子」の一人
- 曹操（155年 - 220年） - 後漢末の豪族・三国時代の魏の基礎を固める・赤壁の戦いでは敗北する
- 荀彧（163年 - 212年） - 後漢末の政治家・「王佐の才」を評価され曹操に献策を行うが後に対立する
- 蔡琰（177年？ - 249年？） - 後漢末から魏の女流詩人・父は蔡邕・数奇な運命を辿り「胡笳十八拍」「悲憤詩」を残す
- 献帝（181年 - 234年） -  後漢最後の皇帝（在位189年 - 223年）・魏の曹丕に禅譲する

#### 魏
- 曹丕（187年 - 226年） - 三国時代の魏の初代皇帝（文帝）（在位220年 - 226年）・文芸評論『典論』の著者
- 鍾繇（151年 - 230年） - 後漢末から魏の政治家（太傅）・政権の重鎮となる・書家として鍾繇体を用い「急就章」などを残す
- 左慈 (156年頃 - 289年頃) - 後漢末から魏の方士・『後漢書』『神仙伝』では曹操・曹丕に不思議な術で翻弄したとされる
- 陳羣（？ - 236年） - 三国時代の魏の政治家・郷挙里選に替わる官吏登用法として九品中正法を建議
- 曹爽（？ - 249年） - 三国時代の魏の曹一族の一人・大将軍・政敵であった司馬懿の正始の政変で殺害される
- 何晏（196年 - 249年） - 後漢末から三国時代の魏の政治家・学者・王弼とともに清談の先駆者（正始の音）
- 公孫淵（？ - 238年） - 三国時代の遼東太守・遼東の地で自立し燕王と称したが魏の司馬懿によって追討され滅ぶ
- 司馬懿（179年 - 251年） - 後漢末から三国時代の魏の武将・政治家・司馬一族を統率し西晋の礎を築く
- 曹植（192年 - 232年） - 後漢末から三国時代の魏の文人・曹操の子で曹丕の弟・文才に恵まれ「洛神賦」などが有名
- 山濤（205年 - 283年） - 三国時代の魏から西晋の官僚・竹林の七賢の一人
- 司馬師（208年 - 255年） - 三国時代の魏の武将・政治家・司馬懿の長子で司馬昭らの兄・正始の政変で曹芳を退位させる
- 阮籍（210年 - 263年） - 三国時代の魏から西晋の官僚・竹林の七賢の一人
- 司馬昭（211年 - 265年） - 三国時代の魏の武将・政治家・司馬師の弟・皇帝曹髦を殺害し元帝を擁立・西晋の武帝の父
- 嵆康（224年 - 262年/263年） - 三国時代の魏から西晋の官僚・竹林の七賢の一人
- 鍾会（225年 - 264年） - 三国時代の魏の武将・政治家・蜀を滅ぼした功労者・後に反乱を起こし戦死する
- 王弼（226年 - 249年） - 三国時代の魏の学者・政治家・何晏とともに清談の先駆者（正始の音）
- 王戎（234年 - 305年） - 三国時代の魏から西晋の官僚・竹林の七賢の一人

#### 蜀
- 劉備（161年 - 223年） - 三国時代の蜀の初代皇帝（昭烈帝）（在位221年 - 223年）
- 関羽（160年？ - 219年） - 後漢末の劉備に仕えた武将・死後「関帝」と称され神とされる
- 張飛（？ - 221年） - 後漢末から三国時代の武将・劉備と蜀に仕え長坂の戦いなどで活躍
- 諸葛亮（181年 - 234年） - 三国時代の蜀の政治家・劉備に仕え軍師として「天下三分の計」を起こす
- 姜維（202年 - 264年） - 三国時代の蜀の武将・諸葛亮亡き後の蜀を支え北伐を繰り返す・しかし蜀の滅亡は防げず
- 陳寿（233年 - 297年） - 三国時代の蜀から西晋の官僚・『三国志』の著者

#### 呉
- 孫権（182年 - 252年） - 三国時代の呉の初代皇帝（大帝）（在位229年 - 252年）
- 周瑜（175年 - 210年） - 後漢末の武将・孫権に仕える・劉備と結び赤壁の戦いで曹操軍に勝利する
- 陸遜（183年 - 245年） - 後漢から呉の武将・政治家・関羽討伐戦や夷陵の戦いで活躍する
- 陸機（261年 - 303年） - 三国時代の呉から西晋の政治家・武将・文学者として「文賦」がある

#### 西晋
- 賈充（217年 - 282年） - 魏から西晋の政治家・武将・曹髦の政変を鎮圧し西晋の建国の功臣となる・賈南風は娘
- 杜預（222年 - 284年） - 魏から西晋の政治家・武将・呉を亡ぼし三国統一した時の功労者・「破竹の勢い」の故事でも有名
- 張華（232年 - 300年） - 西晋の政治家・武帝から恵帝に仕え西晋を支えるが八王の乱に巻き込まれる・主著に『博物誌』がある
- 司馬炎（236年 - 297年） - 西晋の初代皇帝（武帝）（在位265年 - 290年）・司馬懿は祖父で司馬昭は父
- 左思（252年 - 307年頃） - 西晋の文学者・代表作「三都賦」は「洛陽の紙価を高からしむ」と高い評価を受けた
- 恵帝（259年 - 306年） - 西晋の第2代皇帝（在位290年 - 306年）・賈后らの容喙により八王の乱が起きる
- 賈南風（257年 - 300年） - 西晋の恵帝の皇后（賈后）・汝南王司馬亮らと楊駿を殺害し八王の乱の始まりをなす
- 江統（？  - 310年） - 西晋の官人（太子洗馬）・斉万年の反乱の後に『徒戎論』で異民族をその故郷に帰す政策を奏上する

#### 日本

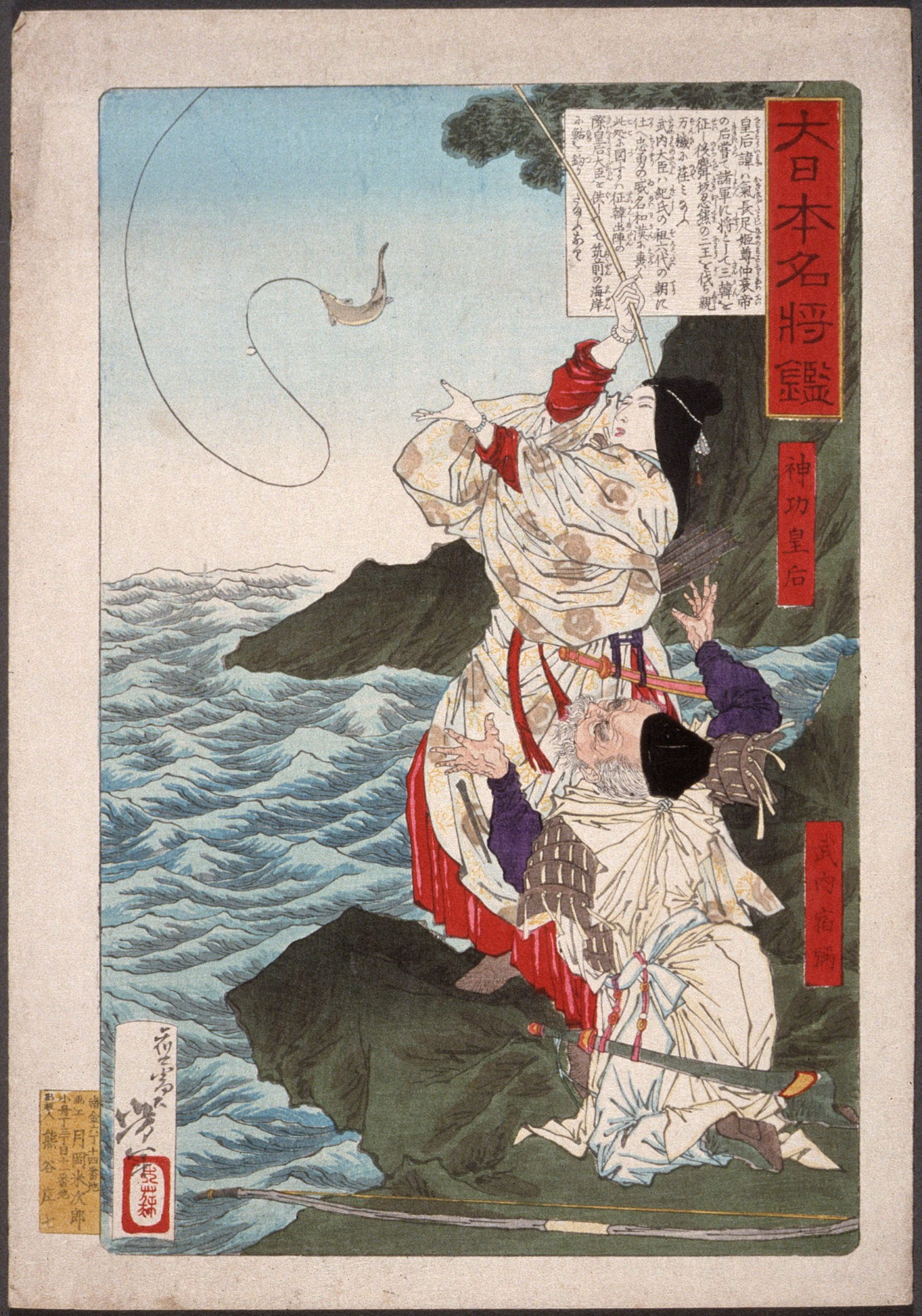
新羅征伐を前に釣り占いをする神功皇后と武内宿祢

- 卑弥呼（170年頃 - 248年） - 邪馬台国の女王（在位188年頃 - 248年）・魏と通交し「親魏倭王」の称を得る
- 壱与（235年 - ？） - 邪馬台国の女王。卑弥呼の親族でその跡を継ぐ。西晋に遣使したと推定される。